# Niki Jenkins
Niki Jenkins (Selkirk, 27 de julio de 1973) es una deportista canadiense que compitió en judo.
Ganó una medalla en los Juegos Panamericanos de 1999 y tres medallas en el Campeonato Panamericano de Judo entre los años 1994 y 1998.

## Palmarés internacional
| Juegos Panamericanos    | Juegos Panamericanos            | Juegos Panamericanos | Juegos Panamericanos |
| Año                     | Lugar                           | Medalla              | Categoría            |
| ----------------------- | ------------------------------- | -------------------- | -------------------- |
| 1999                    | Winnipeg (Canadá)               | Medalla de plata     | –78 kg               |
| Campeonato Panamericano |                                 |                      |                      |
| Año                     | Lugar                           | Medalla              | Categoría            |
| 1994                    | Santiago de Chile (Chile)       | Medalla de bronce    | –72 kg               |
| 1996                    | San Juan (Puerto Rico)          | Medalla de oro       | –72 kg               |
| 1998                    | Santo Domingo (Rep. Dominicana) | Medalla de bronce    | –70 kg               |